# Habrophlebiodes
Habrophlebiodes is een geslacht van haften (Ephemeroptera) uit de familie Leptophlebiidae.

## Soorten
Het geslacht Habrophlebiodes omvat de volgende soorten:
- Habrophlebiodes americana
- Habrophlebiodes annulatus
- Habrophlebiodes brunneipennis
- Habrophlebiodes celeteria
- Habrophlebiodes gilliesi
- Habrophlebiodes prominens
- Habrophlebiodes tenella
- Habrophlebiodes zijinensis